# Эбецу (станция)
Станция Эбецу (яп. 江別駅 эбэцу эки) — железнодорожная станция в японском городе Эбецу, обслуживаемая компанией JR Hokkaido. На этой станции можно использовать Kitaca (смарт-карта).

## История
Станция Эбецу была открыта 13 ноября 1882 года. С приватизацией JNR она перешла под контроль JR Hokkaido.

## Линии
- JR Hokkaido
  - Главная линия Хакодате

## Планировка
Платформы 
| 1 | ■Линия Хакодате | на станции Саппоро, Тэинэ и Отару                       |
| 2 | ■Линия Хакодате | на станции Саппоро, Тэинэ, Отару, Ивамидзава и Такикава |
| 3 | ■Линия Хакодате | на станции Ивамидзава и Такикава                        |
| 4 | ■Линия Хакодате | на станции Саппоро, Тэинэ и Отару                       |